# Jerzy Binkowski
Jerzy Binkowski, né le 12 juin 1959, à Zgorzelec, en Pologne, est un ancien joueur et entraîneur polonais de basket-ball. Il évolue durant sa carrière au poste de pivot.

## Palmarès
- Coupe de Pologne 1997